# 阿片剂

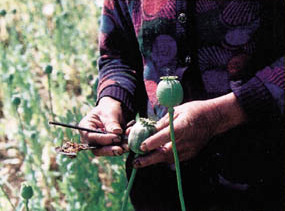
收获罂粟荚。

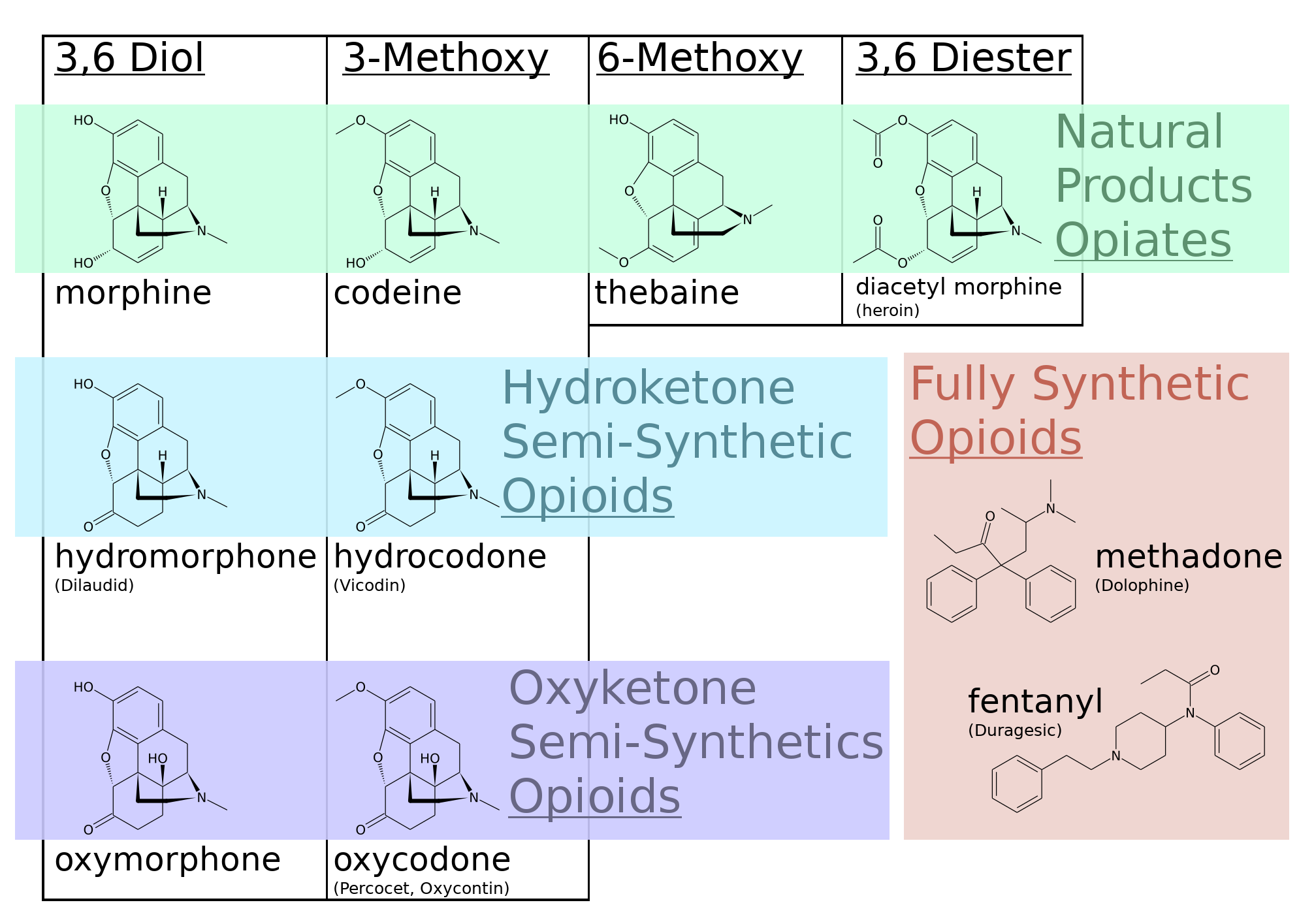
此图表概述了定义阿片剂、半合成和全合成阿片类药物三者之间的结构特征和区别。

在经典药理学中，阿片剂（opiate）是指源自天然鸦片的物质。在现代的用法中，术语類阿片则指可与神经系统中的阿片受体（包括拮抗剂）结合的所有物质，包括天然提取物和人工合成品。阿片剂单纯指天然存在于药用罂粟植物中的生物碱化合物，在罂粟植物中发现的精神活性化合物包括吗啡、可待因和蒂巴因。早在公元八世纪，就有证据表明阿片剂在各种医疗条件下可用于缓解疼痛，并同时存在阿片剂贸易。阿片剂通常被认为是具有中度至高度滥用的药物，并被列在美国统一管制物品法下的诸多“药物控制表”中。
在2014年，有1300至2000万人出于娱乐的目的使用阿片剂药物（占全球15至65岁人口的 0.3% 至 0.4%）。根据美国疾控中心的数据，2014年这些使用者中有 47000 人死亡，从2000 年到2014年，总共有50万人死亡。2016 年，世界卫生组织报告称，有2700万人患有阿片类药物使用障碍；报告同时称，2015 年在因吸毒而死亡的45万人中，其中三分之一到一半的人死于阿片类药物。

## 概述
阿片剂属于苄基异喹啉生物碱的大型生物合成组，因为它们是天然存在于鸦片罂粟中的生物碱而命名。主要的精神活性阿片剂是吗啡、可待因和蒂巴因。罂粟碱、诺斯卡品和其他24种生物碱也存在于鸦片中，但对人类中枢神经系统几乎没有影响。而这些对中枢神经系统没有影响的生物碱，不被认定是阿片剂。在极少数情况下，鸦片化验中可检测到极少量的氢可酮和氢吗啡酮；它可能是由工厂在目前尚不了解的情况下在生产过程中出现的，并且可能会死亡。微量的二氢可待因、羟吗啡酮、羟考酮、羟吗啡酮、美托蓬、skeuomorphine和其他吗啡和/或氢吗啡酮的衍生物也可能在鸦片中发现。
尽管吗啡是医学上最重要的阿片剂，但在医学上则更通常使用可待因。其中大部分可待因是由吗啡合成的。可待因具有更大和更可预测的口服生物利用度，使其更容易滴定剂量。与吗啡相比，可待因的滥用可能性也较小；而且由于它比较温和，因此需要更大剂量。
阿片类药物戒断综合征的影响与突然停止或减少长期使用阿片类药物有关。阿片类药物依赖和滥用的表现取决于多种因素，包括阿片类药物的药代动力学特性和使用者的成瘾倾向。

## 合成
虽然应用盖茨合成法从萘醌或其他简单的有机原料来完全合成阿片类药物是可能的，但它们过程繁琐且不经济的。因此，当今使用的大多数阿片类镇痛剂要么是从罌粟中直接提取的，即阿片剂，要么是从这些阿片剂中合成的，尤其是蒂巴因。2015 年的研究报告了使用转基因酵母成功地生物合成蒂巴因和氢可酮。一旦扩展到商业用途，该过程将把生产时间从一年缩短到几天，并且可以降低 90% 的成本 。

## 药代动力学
| 種類           | 最佳估計 | 低估值 | 高估值 |
| -------------- | -------- | ------ | ------ |
| 苯丙胺類興奮劑 | 33.90    | 13.87  | 53.81  |
| 大麻           | 181.79   | 128.48 | 232.07 |
| 可卡因         | 17.04    | 13.80  | 20.73  |
| Ecstasy        | 18.79    | 9.34   | 28.39  |
| 天然鴉片       | 16.53    | 12.92  | 20.46  |
| 鴉片類藥物     | 32.42    | 27.99  | 37.56  |

### 可待因
可待因是一种前药，可转化为吗啡并作用于μ-鸦片受体。它通过CYP2D6酶的代谢转化为吗啡。 CYP2D6 活性较低的个体可能无法有效地代谢可待因以体验其镇痛作用。相反，具有较高 CYP2D6 活性的个体可能会过快地代谢药物并出现与剂量相关的副作用，例如镇静和呼吸抑制。

### 吗啡
尼可嗎啡（Vilan，二烟吗啡），海洛因（二乙酸吗啡），二丙酰吗啡（二丙酸吗啡），去索吗啡（ 甲基去吗啡 ，二氢脱氧吗啡），乙酰丙酰吗啡，二苯甲酰吗啡，二乙酰二氢吗啡等吗啡。 
吗啡在肝脏中会被代谢为吗啡-3-葡萄糖苷酸(M3G) 和吗啡-6-葡萄糖苷酸(M6G)，并由肾脏排泄。它们还能够穿过血脑屏障进入脑脊液。 M6G与阿片受体结合后具有强大的镇痛活性，是吗啡治疗益处的主要贡献者。M3G对阿片受体的亲和力低，不作为镇痛剂，并且可能会拮抗吗啡和 M6G 的治疗作用。此外，高剂量的吗啡以及 M3G 与神经毒性副作用有关，例如痛觉过敏、异常性疼痛和肌阵挛。

#### 海洛因
海洛因是二乙酰吗啡的品牌名称，是从天然鸦片的一种成分吗啡中提取的几种半合成阿片类药物中的第一种 。虽然其来源于吗啡（阿片剂）而不是直接存在于天然鸦片中，但它仍然有时被称为阿片剂。海洛因是一种吗啡前药；给药后经肝脏代谢为吗啡。海洛因的主要代謝產物之一， 6-单乙酰吗啡(6-MAM)，也是一种吗啡前药。

## 适应症
阿片剂主要用于疼痛管理，前提是对患者疼痛和功能的益处超过对患者的风险。另一个适应症是在急性情况（例如肺水肿）和绝症患者中缓解呼吸困难的症状 。
鉴于不同阿片剂的药效学不同，在更改药方时需要转换阿片剂药物剂量。一般来说，吗啡是阿片剂之间转换的标准，通常以其为单位换算到等效的镇痛效果。吗啡当量的差异可能在相同药物的配方之间有所不同 。使用吗啡毫克当量计算每日总剂量用于识别有过量服用风险的患者 。

## 并发症和副作用
与阿片剂使用相关的常见副作用包括：镇静、恶心、头晕、呕吐、便秘、身体依赖、耐受性和呼吸抑制。其中最常见的是便秘和恶心，并且人对这些药物副作用不会产生耐受性。这也是大便软化剂或泻药（聚乙二醇、多库酯和番泻叶）通常与阿片剂一起使用的原因。不太常见的副作用包括：胃排空延迟、痛觉过敏、免疫和激素功能障碍、肌肉强直和肌阵挛。
在医疗系统中，广泛接受阿片剂用于止痛。然而，将其用于慢性疼痛的长期治疗存在很大争议，因为即使服用得当，使用它也有很高的成瘾风险，导致滥用和转移给他人。长期使用阿片剂会导致耐受，也即这通常会导致患者需要更高，或者更频繁的药物剂量才能获得所需的效果。而那些对阿片剂成瘾的人会将获得药物当作生活所有活动中的第一要务，从而对他们的职业和个人关系产生负面影响。
浓度依赖性不良反应可能因使用者的基因多态性而异，这些基因多态性会改变药物代谢。细胞色素 P450 （特别是CYP2D6 ）负责将各种阿片类药物代谢为活性代谢物，CYP450 活性的变化导致血清药物水平的变化。

## 疼痛药理学
疼痛是一种与实际或潜在组织损伤相关的不愉快的感觉和情绪体验。它是一种重要的防御功能，疼痛可以作为警报来避免或减少组织损伤。阿片剂作用于与抑制剂G蛋白偶联受体（GPCR）偶联的阿片受体来减少疼痛。这些受体分为 3 类： μ (mu) 、 δ (delta)和κ (kappa)受体。
超过70%的阿片受体是μ受体，主要位于脊髓背角伤害感受器的中央末端。其余 30% 的阿片受体位于突触后二级脊髓丘脑神经元和中间神经元的树突上。
当阿片剂作为激动剂与GPCR结合时，会产生信号级联放大反应，从而抑制腺苷酸环化酶和钙离子通道，并同时刺激钾离子通道。这些变化的净效应是细胞内cAMP的减少和神经元细胞的超极化而减少神经递质释放。通过这一途径，当阿片剂与μ受体结合并激活μ受体时，疼痛信号的传递就会减少。阿片剂已知和药用的镇痛特性即针对此途径。μ的其他临床重要作用是其参与呼吸和心血管功能、胃肠蠕动、进食和情绪。这些其他途径也很重要，因为它们解释了阿片剂使用的副作用，如在高剂量下的呼吸抑制，长期使用的便秘，和成瘾特性。

## 绝对禁忌症
有以下情况的人不应使用阿片剂或阿片类药物：
- 严重的呼吸不稳定
- 急性精神不稳定
- 不受控制的自杀风险
- 诊断出非尼古丁物质滥用
- 如果处方为美沙酮，QTc间隔超过500毫秒
- 受控药物的急性转移
- 先前对特定阿片类药物的试验不耐受
- 严重的不良反应或缺乏疗效。

## 滥用处方药的危险因素
以下是滥用阿片剂处方的风险因素：
- 过去或现在的药物滥用史
- 尚未治疗的精神疾病
- 年轻患者
- 药物滥用家族史
- 鼓励物质使用的社会环境
- 长期使用或使用阿片类药物治疗。

据统计，有药物使用史和精神病合并症的中年患者存在较高的死亡风险，例如自杀。